# 남성 대 여성
"남성 대 여성"은 한국에서 제작된 한형모 감독의 1959년 영화이다. 최무룡 등이 주연으로 출연하였고 서종호 등이 제작에 참여하였다.

## 출연

### 주연
- 최무룡
- 김의향
- 이민

## 기타
- 원작자: 조흔파
- 조명: 이범근
- 녹음: 손인호
- 미술: 이봉선